# Média interactif
 (avril 2007).
 (juin 2009).

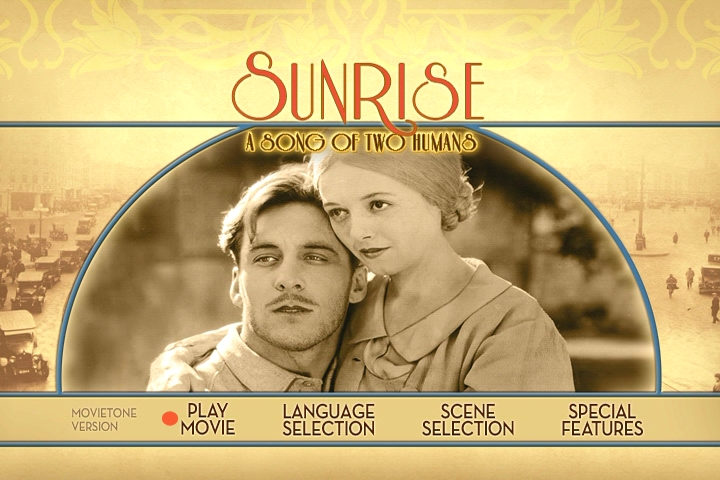
Un DVD Vidéo comprend généralement un menu permettant à l'utilisateur de modifier des options ou d'accéder à du contenu supplémentaire.

Un média interactif (Rich Media) intègre différents médias — sons, vidéos, photos, métadonnées —, présentés de manière interactive et temporelle au sein d'une interface de consultation ergonomique. La capacité du support à synchroniser l'audio et/ou la vidéo avec les autres supports est l'une des caractéristiques du Rich Media.
Des contenus Rich Media peuvent s'appuyer sur tous types de formats vidéo (Windows Media Video, Flash Video, RealVideo, Mpeg4) et de technologies d'interfaces riches (Adobe Flash, HTML5, Microsoft Silverlight).
Un exemple de contenu Rich Media peut par exemple être constitué d'une vidéo en diffusion en flux (streaming) chapitrée et agrémentée de diapositives défilant au rythme de la présentation, ainsi que de fichiers joints (fichiers de présentation originaux, liens, ...), augmentant ainsi l'interactivité avec l'utilisateur.

## Terminologie
Le terme Rich Media ne dispose aujourd’hui pas encore d'une définition standardisée, mais on le retrouve dans divers secteurs pour désigner le plus souvent un ou des contenus vidéo agrémentés de métadonnées, données et modalités d'Interactivité de tout type (d'où le terme "Rich"), par opposition au "simple" contenu vidéo dont la définition essentielle ne porte que sur l'objectif de retransmettre un contenu visuel (images).
Des métadonnées susceptibles d'être associées à une vidéo peuvent être :
- des métadonnées statiques liées à la description du média: titre, description, auteur, licence, date de création, ...
- des métadonnées annexes destinées à l'enrichissement du contenu: liens annexes, fichiers joints, ...
- des métadonnées temporelles: chapitrage (segmentation, découpage par scène, ...), transcription textuelle, sous titres, mots clés, ...

Concernant l'Interactivité, il existe :
- la navigation par chapitres
- la recherche temporelle (recherche au sein des contenus textuels temporels tels que les chapitres, mots clés, transcripts, etc.)
- l'affichage dynamique des différents éléments visuels (exemple: affichage séparé de deux flux vidéo, et l'utilisateur peut choisir de redimensionner l'un ou l'autre, sélection de la piste de sous titre à afficher au-dessus de la vidéo, ...)

Le terme Rich Media ne porte pas de considérations sur la méthode de réalisation du contenu (totalement manuelle, manuelle à l'aide d'outils auteurs, semi-automatisées, automatisée).

## Histoire
Bien que les premières expérimentations de diffusion simultanée d'une vidéo associée à un support de présentation remontent aux années 1970, il fallut attendre les années 2000 pour que l'université de Stanford offre les premiers contenus vidéo augmentés de chapitres ainsi que d'une fenêtre contenant des diapositives, en diffusion en direct et en différé, technologie ensuite rachetée par Microsoft pour donner naissance à NetShow Server.
Une des premières applications Rich Media grand public en France a été réalisée et diffusée sur tf1.fr le 9 novembre 1999 (clip d'une chanson de Francis Cabrel "Hors Saison"). L'application reprenait la vidéo, des images fixes d'illustrations, les paroles synchronisées à la vidéo et une suite de liens Html.

## Applications

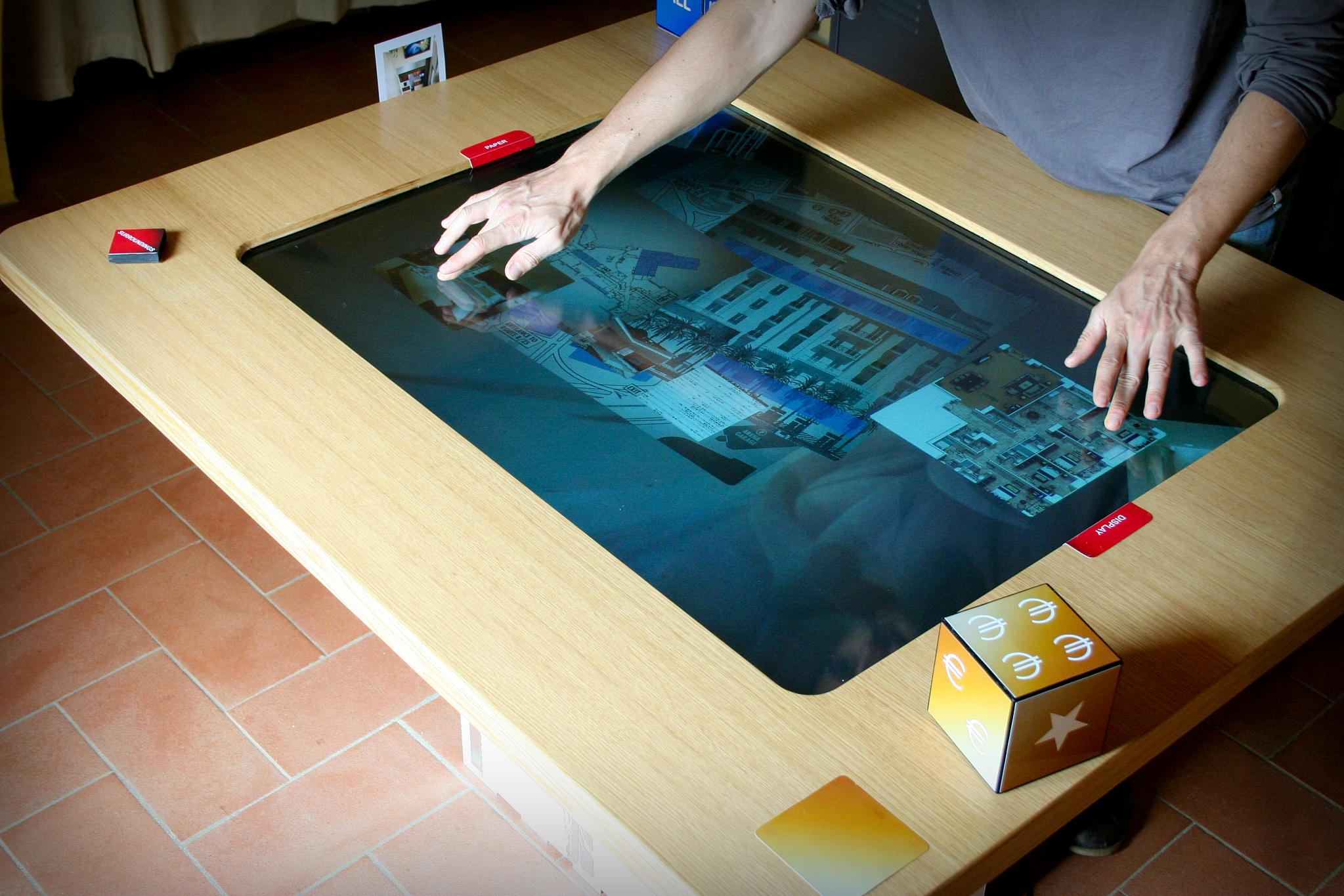
Exemple de média interactif.

L'utilisation du terme Rich Media se retrouve souvent dans le domaine de la captation de cours, c'est-à-dire la restitution de cours et conférences agrémentés des supports de présentations (présentation / Microsoft Powerpoint), pour les applications suivantes :
- contenus éducatifs (universités, écoles...)
- formations d'entreprise
- séminaires, conférences

D'autres utilisations du terme Rich Media se retrouvent dans les domaines de :
- la production audiovisuelle pour Internet: reportages complétés de vidéos, photos, sons (approche transversale de l'information) ... Les nouveaux formats comme la petite œuvre multimédia, le webdocumentaire. Certaines chaînes de télévision (comme Arte.tv) diffusent déjà des documentaires en employant ce type d'approche
- la publicité sur Internet ("Rich Media Ad"), où un contenu publicitaire devient interactif

## Méthodes de production
Bien que la majorité des contenus Rich Media soit réalisée manuellement (similaire à de la production de sites web et applications Adobe Flash) et souvent associés à une activité de prestation de service, ou à l'aide d'un outil auteur ou d'une chaîne éditoriale, le marché de la Capture de cours, de par son exigence d'industrialisation du processus et du caractère reproductible du contenu à capturer, voit apparaître des solutions permettant une réalisation automatique de ces contenus par divers procédés.

## Formats de métadonnées ouverts et outilsOpen Source
La plupart des solutions professionnelles utilisent des formats non standardisées basés sur XML, mais il existe un certain nombre d'initiatives ouvertes (généralistes ou non) visant à encourager l'interopérabilité en matière de Rich Media:
- Généralistes
  - SMIL, spécification du W3C qui a été adopté partiellement par RealVideo et Quicktime mais dont l'adoption n'a pas été poursuivie
  - MPEG7, spécification du consortium Moving Picture Experts Group (MPEG)
  - Cinelab, porté par l'institut de recherche et d'innovation du centre Georges Pompidou et le laboratoire LIRIS du CNRS, format généraliste initialement destiné à la description détaillée de contenus cinématographiques (découpage par scènes, acteurs, ...) et développé dans le cadre du projet ADVENE
- Orientés sur la diffusion de présentations:
  - Plugin SlideSync pour le lecteur vidéo Flash JW Player utilisant un format XML
  - MetaCast, publié sous licence GNU LGPL 2.1
- Orientés "Web"
  - Mozilla Popcorn, format, framework JavaScript et outil auteur destiné à la synchronisation de vidéos sur le Web avec des ressources externes

## Fragmentation et portabilité
Un des soucis principaux du Rich Media actuellement concerne la fragmentation des formats utilisés; en effet, une grande majorité des contenus est lue à travers une interface de visualisation Adobe Flash, ce qui à terme viendra à restreindre le visionnage aux navigateurs supportant Flash (principalement les ordinateurs de bureau et appareils sous Android 2.2 ou plus). Parallèlement, avec le déploiement progressif du HTML5, certains outils auteurs commencent à apparaître, mais dans tous les cas aucun format pivot n'a été adopté, ce qui limite grandement la portabilité du contenu et le lie à l'utilisation d'un lecteur dédié.
Une des solutions pour pallier les problèmes de portabilité est de combiner les formats Rich Media et Podcast, ce qui permet de couvrir l'ensemble du spectre de terminaux de visionnage.

## Solutions
Aujourd'hui quelques produits (logiciels ou outils sur le Web) permettent de créer plus ou moins facilement des contenus rich media, généralement en s'appuyant sur diverses technologies (Adobe Flash, Microsoft Silverlight, HTML5, ...). De par la nature transversale et composite des contenus Rich Media (par opposition au média vidéo traditionnel), l'absence d'un format pivot et la fragmentation qui en découle, ces produits sont souvent complétés par une solution de diffusion adaptée pour le visionnage sur Internet.
Bien que la plupart des acteurs professionnels proposent de la prestation de service, on distingue deux catégories de produits :
- les solutions d'authoring (logiciels d'édition permettant de créer un contenu Rich Media, souvent utilisées pour de la prestation de service)
- les solutions matérielles de captation (matériel destiné à être intégré au sein d'infrastructures audiovisuelles, manipulé par les utilisateurs finaux)